# Johann Baptist von Schweitzer
Johann Baptist von Schweitzer (12 de julio de 1833 - 1875) fue un político socialdemócrata y poeta dramático alemán, nacido en Fráncfort del Meno, en el seno de una vieja familia aristocrática y católica.

## Biografía
Schweitzer estudió derecho en la Universidad Humboldt de Berlín y en la Universidad de Heidelberg, habiendo regresado posteriormente a su ciudad natal para ejercer como abogado; aunque siempre se hubiese interesado más por la política y la literatura.
Próximo al movimiento sindical social democrático, fue nombrado presidente del Allgemeinen Deutschen Arbeitervereins, ADAV, («Asociación General de Trabajadores de Alemania») en 1867, tres años después de la muerte de su fundador Ferdinand Lassalle, y en esta función fue responsable de la edición del periódico Der Sozialdemokrat, que lo colocó frecuentemente en ruta de colisión con el gobierno de Prusia.
En 1862, fue detenido y acusado de homosexualidad por solicitar sexo con un adolescente en un parque. Aunque afirmara considerar personalmente la homosexualidad como algo sórdido, Ferdinand Lassalle defendió a Schweitzer argumentando que el movimiento sindicalista no podía dispensar su liderazgo y que las preferencias sexuales de cada uno «no tienen absolutamente nada que ver con su carácter político».
En 1867 fue elegido para el parlamento de la Federación del Norte de Alemania, y, al ser derrotado en las elecciones para el Reichstag en 1871, dimitió de su cargo de presidente de la ADAV, y se retiró de la vida política.

## Obras
Schweitzer fue el autor de varios dramas y comedias, consiguiendo algunas uno considerable éxito. Entre ellas se cuentan:
- Alcibiades (Fráncfort, 1858)
- Friedrich Barbarossa (Fráncfort, 1858)
- Canossa (Berlín, 1872)
- Die Darwinianer (Fráncfort, 1875)
- Die Eidechse (Fráncfort, 1876)
- Epidemisch (Fráncfort, 1876)

Escribió también un romance político, Lucinde oder Kapital und Arbeit (Fráncfort, 1864).